# Вітер Василь Петрович
Васи́ль Петро́вич Вітер (нар. 16 червня 1951, с. Великополовецьке, Сквирський район, Київська область, УРСР) — український режисер, сценарист, актор, продюсер. Президент студії «ВІАТЕЛ». Заслужений діяч мистецтв України. Доцент кафедри режисури телебачення Національного університету театру, кіно і телебачення імені І. Карпенка-Карого. Член Національної спілки кінематографістів України.

## Життєпис
Василь Вітер народився у селі Великополовецькому Сквирського району Київської області. Закінчив Київський інститут театрального мистецтва ім. І.Карпенка-Карого у 1972 році за фахом «актор драми», майстерня Михайла Верхацького.
У 1972—1975 рр. працював актором у Житомирському обласному українськраїнському музично-драматичному театрі імені Івана Кочерги, Волинському обласному академічному музично-драматичному театрі імені Тараса Шевченка та на Кіностудії імені О. Довженка.
У 1976—1981 роках навчався у Київський інститут театрального мистецтва ім. І.Карпенка-Карого за спеціальністю кінорежисура в майстерні Віктора Кісіна.
У 1981—1982 роки працював режисером у відділі по виробництву відеофільмів при Держтелерадіо УРСР. Був одним із перших режисерів у СРСР, котрі почали знімати ігрові фільми на відео, а саме кінострічку «У лузі на старому дивані» за новелою Є. Гуцала.
Працював режисером та режисером-постановником на Українській студії телевізійних фільмів «Укртелефільм» з 1982 по 1993 роки.
В 1994-го заснував і очолив студію «ВІАТЕЛ», на якій було створено близько 120 фільмів.
З 1996 року працює викладачем та художнім керівником курсу телережисерів на кафедрі режисури телебачення КНУТКТ імені Івана Карпенка-Карого.
У 2010—2025 роках — завідувач кафедри режисури телебачення Київського інституту театрального мистецтва ім. І.Карпенка-Карого.
З 2013 року — заступник Голови Комітету з Державної премії України імені Олександра Довженка. Член експертної комісії з питань Кінематографії Державного агентства України з питань кіно.

## Доробок
Зняв понад 80 ігрових, документальних і музичних фільмів. Автор та ведучий телециклу «Василь Вітер. Ретроспектива» на телеканалі «Культура».

### Фільмографія
Ролі в кіно:
- «Не віддавай королеву» (1975) — Длінномухін;
- «Далі польоту стріли» (1990) — Григорій;
- «Під маскою Беркута»(1991) — епізод;
- «Сад Гетсиманський» (1993) — Микола Чумак.

Режисерські кінопостановки:
- «У лузі на старому дивані» (1981, короткометражний фільм);
- «Житейське море» (1983, фільм-вистава);
- «Диктатура» (1985, фільм-вистава);
- «Кларнети ніжності» (повнометражний фільм);
- «Захисту не потребує» (повнометражний фільм);
- «Далі польоту стріли» (1990, повнометражний фільм);
- «Підземні води» (документальний фільм);
- «Іван Миколайчук. Тризна» (1989, документальний фільм);
- «Цвіт папороті» (документальний фільм);
- «Глибокий колодязь» (документальний фільм);
- «Гілея» (1993, документальний фільм);
- «Успенський собор» (2000, документальний фільм);
- «Михайлівський Золотоверхий» (2002, документальний фільм);
- «Володимирський Собор у Херсонесі» (2005, документальний фільм);
- «Михайлівський Золотоверхий монастир. 900 років» (2008, документальний фільм);
- «Гра Долі» (документальний серіал, 87 фільмів).

Сценарист:
- «Далі польоту стріли» (1990) — (повнометражний фільм);
- «Успенський собор» (2000) — (документальний фільм).
- «Михайлівський Золотоверхий» (2002) — (документальний фільм);
- «Володимирський Собор у Херсонесі» (2005) — (документальний фільм).

## Премії
- Кінофестиваль українського кіно ім. Івана Миколайчука (1991);
- Міжнародний фестиваль «TOURFILM» у місті Карлови Вари (Чехія) (2000);
- Всеукраїнський телевізійний фестиваль «Відкрий Україну!» (2005), (2006);
- Київський Міжнародний фестиваль документальних фільмів «Кінолітопис» (2006), (2008), (2010).